# 트라이건

트라이건(일본어: トライガン, Trigun)은 나이토 야스히로 작화의 일본의 만화 시리즈이다. 트라이건은 도쿠마 쇼텐의 소년 만화 잡지 월간소년을 통해 1995년 4월부터 1997년 1월까지 처음 연재되었다. 1997년 1월에 잡지가 출판을 중단하면서 3권의 단행본으로 모이게 되었다. 이 시리즈는 쇼넨가호샤의 청년 만화 잡지 영 킹 아워스를 통해 1997년 10월부터 2007년 3월까지 "트라이건 맥시멈"이라는 제목으로 출판을 계속해 나갔다.
트라이건은 26화의 애니메이션 TV 시리즈로 매드하우스에 의해 각색되었다. TV 도쿄를 통해 1998년 4월부터 9월까지 방영되었다. 대한민국의 투니버스에서도 방영되었다.
트라이건의 미국 인기가 굉장해 미국 측 스폰서의 지원으로 2010년에 극장판 트라이건 Badlands Rumble 이 개봉했다. 대한민국의 애니플러스에서도 방영되었다.
이후 애니메이션 TV 시리즈 리부트판 트라이건 스탬피드 애니메이션이 오렌지 에서 제작 하여 2023년 1월부터 3월까지 방영했다. 대한민국에서는 재능TV에서 방영되었다.
최종화 이후 트라이건 스타게이즈 제작이 확정되었으며, 2026년부터 방영될 예정이다.